# أنابيل أتاناسيو
أنابيل أتاناسيو (بالإنجليزية: Annabelle Attanasio) هي ممثلة و منتجة أفلام أمريكية. ولدت في 11 من مايو سنة 1993 بـمدينة لوس أنجلوس، ولاية كاليفورنيا، الولايات المتحدة

## روابط خارجية
- أنابيل أتاناسيو على موقع IMDb (الإنجليزية)
- أنابيل أتاناسيو على موقع قاعدة بيانات الفيلم (الإنجليزية)